# 氯化镝
氯化镝是镝的氯化物，化学式为DyCl3。它是白色至黄色固体，在潮湿空气中迅速吸水，形成六水合物（DyCl3·6H2O）。六水合物加热会产生部分水解，生成氯氧化物（DyOCl）。

## 制备
DyCl3通常用“氯化铵法”制备，选料可以用镝的氧化物、氯化物、氯氧化物或六水合氯化镝。这个方法会产生(NH4)2[DyCl5]：
10 NH4Cl  +  Dy2O3  →  2 (NH4)2[DyCl5]  +  6 NH3 + 3 H2O
DyCl3·6H2O + 2 NH4Cl → (NH4)2[DyCl5] + 6 H2O
五氯配合物按下式进行热分解：
(NH4)2[DyCl5]   →   2 NH4Cl  +  DyCl3
热分解反应经过(NH4)[Dy2Cl7]中间体。
Dy2O3和盐酸溶液反应，可以结晶出六水合物DyCl3·6H2O。
氯化镝是中强的路易斯酸，在HSAB（硬软酸碱）理论中属于硬酸。它在水溶液中可以和氟化钠反应，生成氟化镝：
DyCl3  +  3 NaF →  DyF3  +  3 NaCl

## 应用
氯化镝可以用于制备其它镝盐。以钨阴极电解DyCl3-LiCl-KCl共熔体系，可以得到金属镝，此反应会经过Dy2+一步。